# Хилков, Василий Дмитриевич
Князь Василий Дмитриевич Хилков (ум. 1602) — русский военный и государственный деятель, голова, воевода, наместник и боярин во времена правления Ивана IV Васильевича Грозного, Фёдора Ивановича и Бориса Годунова.
Из княжеского рода Хилковы. Старший сын боярина князя Дмитрия Ивановича Хилкова. Имел брата князя Андрея Дмитриевича.

## Биография

### Служба Ивану Грозному
В 1545 году сто семнадцатый голова в Государевом полку в Казанском походе. В мае 1550 года на свадьбе двоюродного брата царя Ивана Грозного — князя Владимира Андреевича и Евдокии Александровны Нагой был двенадцатым в свадебном поезде.
В 1551 году, будучи пятнадцатым полковым судьей, принял участие в новом походе к Полоцку. В 1552 году князь Василий Дмитриевич Хилков вместе со своим отцом участвовал во взятии Казани.
В 1574 году, с зимы, князь В. Д. Хилков был назначен первым воеводой в крепость Данков, но весной был переведён оттуда первым головой при боярине князе Пронском в передовой полк, затем в августе был воеводой сторожевого полка в Коломне. В 1577 году был командирован в Вотскую пятину для набора и отправки на службу в Ливонию новгородских дворян и детей боярских. Потом состоял в чине первого головы войск правой руки при князе Голицыне в походе на Колывань. Затем был вторым воеводой Большого полка в Серпухове. В 1578 году послан из Новосиля первым воеводой Передового полка в Тулу, а потом переведён в той же должности в Орёл.
В 1579 году князь Василий Дмитриевич Хилков сперва был отправлен вторым воеводою Ливонию, а после назначенный первым воеводой Большого полка, выступил во главе 20-тысячного конного войска из Полоцка в поход на Курляндию, где переправился через р. Западная Двина, разбил небольшие ливонские отряды и опустошил всю Курляндию. Царь Иван Грозный пожаловал князю Василию Хилкову в награду «золотой корабельник».
В 1580 году воевода князь В. Д. Хилков, сперва второй воевода Сторожевого полка, а после первый воевода того же полка в Коломне, был отправлен первым воеводой войск на помощь гарнизону Торопца, осажденному польско-литовскими войсками, во второй поход Стефана Батория. В момент продвижения армии Стефана Баторияк Великим Лукам князь В. Д. Хилков должен был быть вторым воеводой Передового полка во Ржеве Володимировий, вместо этого ему пришлось возглавить войско из трёх полков: Большого, Передового и Сторожевого. В его задачу входило маневрировать перед авангардом неприятеля, препятствуя их действиям и ведя разведку. К нему были прикомандированы воеводы Черемисинов и Елчанинов «без мест» не случайно — они принадлежали в то время к ближайшему окружению Ивана Грозного и видимо имели от него поручение контролировать Хилкова. Когда с князем Хилковым, несмотря на тяжёлые военные обстоятельства заместничал первый воевода Передового полка князь Михаил Васильевич Ноздреватый, ему пригрозили смертной казнью, а «бивших челом» других воевод посулили батоги. Однако несмотря ни на что, дети боярские и иные служилые люди, уставшие от многолетней войны, массово не являлись или бежали из войска, укрываясь от службы. В сентябре 21 числа князь Хилков под Торопцом вступил в неравный бой с поляками под предводительством Януша Збаражского и потерпел поражение, причём его воеводы Дементий Иванович Черемисинов и Григорий Афанасьевич Нащокин попали в плен. Имена погибших воинов были разосланы по монастырям для вечного поминовения. В том же 1580 году ему было поручено охранять всю линию — (Псков, Смоленск, Вязьма и Холм) — от ожидавшегося наступления польско-литовской армии Речи Посполитой. По царскому указу ему велено было после отправления из Юрьева-Польского идти на помощь Ругодиву, в мае был отправлен из Великих Лук первым воеводой Большого полка и указано ему если войска Речи Посполитой пойдут к Куконосу, а не к Пскову, то иди из Пскова первым воеводой Передового полка и сойдясь с войском боярина и князя Шуйского идти против войск неприятеля вторым воеводой Сторожевого полка; а если неприятель пойдёт к Смоленску, то идти ему на помощь городу и сойдясь в Вязьме с великим князем Симеоном Бекбулатовичем Тверским, быть воеводою войск правой руки с князем Шейдяковым, а по сходу береговых воевод, то быть ему воеводою Передового полка с бояриным и князем Мстиславским. Под Холмом князь Василий Дмитриевич Хилков в чине первого воеводы Большого полка одержал победу над польским отрядом. Царь Иван Васильевич Грозный в награду назначил князя наместником и осадным воеводой в Путивле.
В 1581 году поочерёдно упомянут первым воеводою войск в Ржеве, потом в Жуколе, а после в Рузе и писался он в 1581—1583 годах наместником Путивля. С весны 1584 года был вторым воеводою в Пскове.

### Служба Фёдору Ивановичу
В ноябре 1586 года из Пскова переведён по шведским вестям в Гдов. В январе 1587 года велено ему возвратиться в Москву, откуда в 1587 году по второй росписи отправлен вторым воеводою войск правой руки в Тарусу. В 1588 году по роспуску больших воевод назначен воеводою Передового полка в Алексин. С 1590 по 1596 год был первым воеводой в Терском городе.

### Служба Борису Годунову
В 1599 году В. Д. Хилков был вызван в Москву и в сентябре пожалован в окольничие. В этом же году упомянут вторым судьёю в местническом споре князей Тростенского и Лыкова и по заданию царя Бориса Фёдоровича Годунова князь В. Д. Хилков был отправлен в Тверь первым встречать шведского королевича Густава, которого сопровождал до столицы и представлял царю. В 1601 году упомянут при представлении Государю польский послов, а в августе вновь вторым встречал и представлял вновь шведского королевича Густава. В августе этого же года местничал с М. Г. Салтыковым по поводу, что велено ему было сказать о боярстве Салтыкову.
В 1602 году окольничий князь Хилков был пожалован в бояре и вскоре скончался в Москве.

## Семья
От брака с неизвестной имел детей:
- Князь Хилков Андрей Васильевич (ум. 1657) — воевода и наместник.
- Князь Хилков Фёдор Васильевич — известен по родословным.
- Князь Хилков Иван Васильевич (1571—1655) — голова, воевода, окольничий и боярин.

## Критика
Сын князя Василия Дмитриевича Хилкова — князь Фёдор Васильевич указан в родословных росписях П. Н. Петрова и П. В. Долгорукова. В родословной книге М. Г. Спиридова он не упомянут. Также он не упомянут в поколенной росписи поданной в 1682 году в Палату родословных дел. Также в данном источнике князь Василий Дмитриевич Хилков упомянут только в чине окольничий, а боярское пожалование отсутствует.